# Stefan Thomas Possony
Stefan Thomas Possony (* 15. März 1913 in Wien; † 26. April 1995 in Los Altos, Kalifornien) war ein in Österreich geborener US-amerikanischer Wirtschaftswissenschaftler und Militärstratege, der das amerikanische Strategic Defense Initiative (SDI) konzipierte.

## Biographie
Possony graduierte 1930 an der Universität Wien in Geschichte und Wirtschaft. Nach dem Anschluss Österreichs im März 1938 emigrierte er zunächst in die Tschechoslowakei und floh dann im Oktober, als deutsche Truppen das Land besetzten, nach Frankreich. Noch im August davor, nahm er am Colloque Walter Lippmann teil, das eine Renaissance der klassischen liberalen Ideen, welche seit den 1920er Jahren immer weniger Beachtung fanden, anstrebte. Mit diesem Ziel vor Augen begann er, für das französische Außenministerium als Berater für psychologische Kriegsführung zu arbeiten und war auch als Berater für die französischen Streitkräfte tätig. Nachdem die deutsche Wehrmacht Frankreich besetzt hatte, wurde er, der seit 1938 auf der Fahndungsliste der Gestapo stand, gefangen genommen. Er konnte jedoch entkommen und floh 1940 nach Spanien und von dort weiter in die Vereinigten Staaten, wo er eine Stellung an der Princeton University fand.
1942 zog er nach New York und arbeitete für die Kurzwellen Radio Abteilung der CBS und sendete für Österreich unter dem Motto „The Allies will win the war and Austria will be free again – Die Alliierten werden den Krieg gewinnen und Österreich wird wieder frei sein“.

Auf Grund seines Fachwissens in psychologischer Strategie wurde er dazu berufen, die Kapitulationserklärung zu formulieren, die man dem japanischen Kaiser vorzulegen gedachte.
Später arbeitete er an der Stanford University und als Direktor für Internationale Studien an der Hoover Institution. Dort entwickelte er die Theorie von Raum-basierten Raketenabwehr-Systemen. Dadurch hat er mit dazu beigetragen, dass Ronald Reagan 1983 schließlich die Entwicklung des SDI-Programms anordnete.
1982 war er Mitbegründer der International Strategic Studies Association.
1983 begleitete er die Forschung des US-Militärs an der strategischen Verwendung von Mikrowellen als Kriegswaffe.

## Familie
Possony traf Regina, die Frau, die er heiratete, in Amerika. Wie er selbst hatte sie mit ihrer Familie vor den Nazis fliehen müssen. Da ihr Vater sowohl deutscher Jude als auch Kommunist war, wurde die Familie gemäß der geltenden stalinistischen Politik in ein Lager gesteckt – was immer noch besser war, als im nationalsozialistischen Deutschland zu bleiben. Die Lage der Familie im Lager besserte sich etwas auf Grund ihrer Bekanntschaft mit Albert Einstein, den sie einmal bei einem Besuch in den Vereinigten Staaten getroffen hatte. Sie schrieb ihm einen Brief aus dem Lager, den sie einfach an „Dr. Albert Einstein, United States of America“ adressierte, welcher ordnungsgemäß durch die U.S.Post an seine Adresse an der Princeton University ausgeliefert wurde.
Einstein machte sich die Mühe zu antworten und schickte sogar ein kleines Paket mit Lebensmitteln und Hygieneartikeln, was angeblich dazu beitrug, ihren Status etwas in Stalins Schätzung anzuheben.
Nachdem Possony 1985 einen Schlaganfall erlitt und obwohl ihm ärztliche Prognosen keinen Monat mehr zugestehen wollten, pflegte ihn seine Frau selbst und hielt ihn so noch 10 Jahre lang am Leben.
Er starb am 25. April 1995 in Los Altos, Kalifornien.

## Werk
Possony erarbeit die Psychologie des revolutionären Volkskrieges (wie er beispielsweise von Mao Zedong angewandt wurde), den er „People’s war“ nennt und wie man dies ausnutzen kann.
1970 beschreibt er die Charakteristiken des People’s war wie folgt:
- Ein Volkskrieg ist ein langwieriger Prozess der Revolution. Die unvermeidbare Dauer wird durch Guerillas ausgenutzt, um ihre Gegner politisch, moralisch und wirtschaftlich zu vernichten. Ziel des Guerillakrieges ist es, chaotische Zustände im Zielland zu schaffen und die Entwicklung einer effektiven, effizienten und guten Regierung zu verhindern.
- Der Schlüssel beim Volkskrieg ist der Aufbau einer zweiten (konkurrierenden) Macht durch den Aufbau von Guerillatruppen.
- Der Übergang der Macht von Regierung Nr. 1 zu Regierung Nr. 2 wird durch Entzug der Loyalität der Bevölkerung aus der bereits bestehenden Regierung und ihrer Übertragung auf die neue Regierung erreicht, was gleichzeitig den Eindruck von Legitimität erzeugt. Dieser Übergang stellt den revolutionären Prozess dar.
- Sieg bedeutet, dass am Ende eine Regierung herrscht. Niederlage bedeutet, dass die unterlegene Regierung verschwindet. Die Übertragung der Loyalität hängt in hohem Maße vom Erfolg der gewalttätigen Guerilla-Operationen ab.

Einige der darauf entwickelten taktischen Methoden sind:
- Der Einsatz von Propaganda, um die Legitimität des Gegners zu schwächen und Unterstützung von außen zu verhindern. Insbesondere dann, wenn Propaganda von Eroberungen begleitet wird, ist das die wichtigste Methode, mit der Legitimation entzogen werden kann, da dies der neuen Macht(elite) zugesprochen wird. In diesem Zusammenhang hat Propaganda eine besondere Aufgabe. So wie der Krieg in den Nachrichten dargestellt wird, und dann wieder aus den Nachrichten komplett verschwindet, in Wahrheit aber jahrelang weiter wütet, wird die Meinung der Weltöffentlichkeit darauf konditioniert, zu akzeptieren, dass ein Sieg der Rebellen unvermeidlich, sogar vorbestimmt, sei.
- Vernichtung der wirtschaftlichen Grundlagen des Feindes.
- Antimilitaristische Ideen werden gefördert, Soldaten ermutigt, überzulaufen, Desertion und Meuterei werden stimuliert.
- Psychologisch gezielt geplanter Massenterror schwächt die Kräfte und die Moral des Feindes und stärkt die Guerilla.
- Sicherstellung der eigenen Aufklärung und Behinderung der Aufklärung des Feindes.

Neben diesen spezifischen Taktiken gibt es einige grundlegende Prinzipien, die eine Gruppe von Aufständischen zu beachten hat:
- Am Leben bleiben
- Die Geschwindigkeit der Aktionen den Gegebenheiten anpassen.
- Sicherung und Schutz möglicher Zufluchtsstätten

Das oberste Ziel von Aufständischen, gleichgültig ob ihre Aktionen gewaltsam sind oder nicht, besteht darin, dass sie ihre Vernichtung vermeiden. Hierzu müssen sie vermeiden, bei ihren Aktionen entdeckt zu werden, sich in zu großer Zahl an einem Ort zu konzentrieren und sich in Schlachten verwickeln zu lassen.
Der Aufstand hat kein Interesse an Geschwindigkeit, sondern an langfristigem Überleben und Wachsen – er muss lernen, in Jahrzehnten zu rechnen.

## Bibliographie (Auszüge)
1964 – Lenin: The Compulsive Revolutionary